# سوق الأحد (لغدير)
سوق الأحد هي إحدى مشيخات المملكة المغربية، تتبع جغرافيا لإقليم شفشاون وإداريًا للغدير. يقدر عدد سكانها بـ 6194 نسمة حسب الإحصاء الرسمي للسكان والسكنى لسنة 2004.